# Siegfried Oppolzer
Siegfried Oppolzer (* 5. Februar 1929 in Repelen; † 26. November 2005) war ein deutscher Universitätspräsident. Von 1976 bis 1992 war er Präsident der Universität Bamberg.

## Leben und Wirken
Siegfried Oppolzer absolvierte von 1950 bis 1952 in Dortmund eine Ausbildung zum Lehrer an Grund- und Hauptschulen. Anschließend studierte er von 1953 bis 1959 in Münster/Westfalen Pädagogik, Philosophie und Kunstgeschichte. 1959 wurde er in Osnabrück mit der Dissertationsschrift Anthropologie und Pädagogik bei Rudolf Steiner. Ein geistesgeschichtlicher Beitrag zur Waldorfpädagogik promoviert.
Zunächst hatte er von 1958 bis 1960 eine Assistentenstelle an der Pädagogischen Hochschule (PH) Dortmund. 1960 ging er als Dozent an die PH Osnabrück (heute: Universität Osnabrück). Dort wurde er 1962 Professor und blieb bis 1970. Von 1962 bis 1973 war er Lehrbeauftragter an der Westfälischen Wilhelms-Universität Münster und von 1970 bis 1973 ordentlicher Prof. an der PH Bielefeld.
1973 wechselte er nach Bamberg. Die damalige Gesamthochschule Bamberg hatte ihn auf den Lehrstuhl für Schulpädagogik – ein Fach, das damals inhaltlich sehr breit aufgestellt war und sich selbst in erster Linie als „Allgemeine Didaktik“ verstand – berufen. Oppolzer schärfte dessen Profil und spitzte es auf die wissenschaftliche Disziplin „Schulpädagogik“ zu. Damit lieferte er einen weiteren Beitrag zur seinerzeitigen Umbruchphase, denn erst ein Jahr vor seinem Dienstantritt waren die Philosophisch-Theologische Hochschule und die Pädagogische Hochschule zur Gesamthochschule Bamberg zusammengefasst worden. Oppolzer fungierte zunächst als Dekan des Fachbereichs Erziehungswissenschaften. Im Dezember 1976 übernahm er dann das Rektorenamt von Elisabeth Roth. Ganz maßgeblich prägte er in der Folge über juristische Hürden hinweg den Ausbau des Fächerangebots in Bamberg. So reagierte er auf die sinkenden Lehrerbedarfsprognosen und stärkte vor allem das geistes- und wirtschaftswissenschaftliche Profil der Universität. Er setzte sich für die Errichtung neuer Professuren ein, darunter die für Bauforschung und Baugeschichte, für Vor- und Frühgeschichte oder im Bereich der Germanistik für die Professuren mit den Schwerpunkten Journalistik und Literaturvermittlung. Auch für die Schaffung neuer Studiengänge sprach sich Oppolzer aus. Er engagierte sich beispielsweise für berufsbezogene Ausbildungen mit Diplom-Abschlüssen in der Wirtschaftsinformatik sowie der Volkswirtschaftslehre. Dank des von ihm verantworteten strategischen Ausbaus entwickelte sich die Gesamthochschule zu einer Bildungseinrichtung, die weit mehr bietet als Lehrer- und Priesterausbildungen. Als ein Landtagsbeschluss 1979 die Gesamthochschule zu einer Universität erhob, wurde diese Struktur- und Profilerweiterung auch namentlich sichtbar, indem sie 1988 nach ihren fürstbischöflichen Gründern beziehungsweise Förderern Melchior Otto Voit von Salzburg und Friedrich Karl von Schönborn benannt wurde. Des Weiteren betrieb Oppolzer die Vernetzung der Universität mit Partneruniversitäten, auch auf internationaler Ebene. Gleichzeitig setzte er auf eine enge Verbindung mit der Bevölkerung, das heißt statt eines konzentrierten Campus’ „draußen auf der grünen Wiese“ wurden viele historische Gebäude in der Bamberger Altstadt angemietet oder gekauft und zu ihrer Nutzung saniert.
Aus gesundheitlichen Gründen bat Oppolzer 1992 nach 16-jähriger Amtszeit um die vorzeitige Versetzung in den Ruhestand. Am 26. November 2005 starb der Architekt der heutigen Strukturen und Bewerkstelliger des hohen Ansehens der Lehr- und Forschungseinrichtung Otto-Friedrich-Universität.

## Auszeichnungen
- Bürgermedaille der Stadt Bamberg
- Bundesverdienstkreuz 1. Klasse
- Bayerischer Verdienstorden
- Ehrenmedaille „bene merenti“ in Gold der Universität Bamberg

## Schriften (zumeist Mitwirkung)
- Anthropologie und Pädagogik bei Rudolf Steiner. Ein geistesgeschichtlicher Beitrag zur Waldorfpädagogik. Kramer, Münster/Westfalen 1959.
- Zur Wissenschaftlichkeit der Lehrerbildung (= Neue pädagogische Bemühungen; Band 25).Mit einem Vorwort von Hanns Eyferth. Neue Deutsche Schule Verlag, Essen 1965.
- Schulführer. Handbuch für Erziehung und Unterricht (= Die Zeitbücher). Wegner, Hamburg 1968.
- Modellentwurf eine Universität mit erziehungswissenschaftlichem Schwerpunkt. Vorgelegt von der Hochschulkommission in der Stadt Osnabrück, öffentlich-rechtliche Arbeitsgemeinschaft der Pädagogischen Hochschule, der Stadt und des Landkreises Osnabrück. Ehrenwerth, München 1969.
- Die Artikulation des Unterrichts in historischer Sicht. In: Franz Otto Schmaderer (Hrsg.): Lernplanung und Unterrichtsgestaltung auf der Grundlage pädagogischer und lernpsychologischer Erkenntnisse (= Schulpädagogische Aspekte). Ehrenwirth, München 1977, ISBN 3-431-01907-2, S. 57–69.

## Herausgaben
- Denkformen und Forschungsmethoden der Erziehungswissenschaft (= Ausgangspunkte wissenschaftlichen Denkens). Ehrenwirth, München 1966/1969 (2 Teile).
- Erziehungswissenschaft 1971. Zwischen Herkunft und Zukunft der Gesellschaft. Hrsg. von Siegfried Oppolzer unter Mitwirkung von Rudolf Lassahn. Henn, Wuppertal/Ratingen 1971.
- Die Universität Bamberg. Aspekte ihrer Entstehung, Struktur und Funktion. Otto-Friedrich-Universität Bamberg, Bamberg 1983.
- Pietati bonisque litteris, Universitas Bambergensis. Werden und Fortwirken der Universitäts-Stiftung zu Bamberg. Otto-Friedrich-Universität Bamberg, Bamberg 1987.

## Festschrift
- Helmwart Hierdeis, Heinz S. Rosenbusch (Hrsg.): Artikulation der Wirklichkeit. Festschrift für Siegfried Oppolzer zum 60. Geburtstag. Peter Lang, Frankfurt am Main/Bern/New York/Paris 1989, ISBN 3-631-41733-0.